# Kwadwo Asamoah
Kwadwo Asamoah (født 9. december 1988 i Accra, Ghana) er en ghanesisk fodboldspiller, der spiller som midtbanespiller i den italienske Serie A-klub Juventus.  Han har tidligere desuden optrådt i den italienske Serie A-klubber Udinese og Torino FC samt Liberty Professionals i sit hjemland, for schweiziske AC Bellinzona.

## Landshold
Asamoah har (pr. 6. september 2013) spillet 57 kampe og scoret 4 mål for Ghanas landshold, som han debuterede for i 2008. Han har repræsenteret sit land ved Africa Cup of Nations i både 2008 og 2010, og var også med til VM i 2010 og VM i 2014.